# ハビ・フエゴ
ハビ・フエゴ（Javi Fuego）こと、ハビエル・フエゴ・マルティネス（Javier Fuego Martínez,  1984年1月4日 = ）は、スペイン・アストゥリアス州ポーラ・デ・シエロ出身の元プロサッカー選手。現役時代のポジションはMF。

## 来歴
地元のスポルティング・デ・ヒホンに入団後、2001年にBチームに昇格し、プロデビュー。翌2002年にトップチームに昇格。2006-07シーズンまで中心選手として活躍した。
2007-0シーズンはレバンテUDでプレーし、初のプリメーラ・ディビシオンでのプレーが実現。しかし、チームは最下位に終わり、セグンダ・ディビシオンに降格。
2008年8月12日、プリメーラ・ディビシオントップリーグに所属していたレクレアティーボ・ウエルバと2年契約を締結。しかし2008-09シーズン最下位で終了し、2年連続でセグンダ・ディビシオン降格を経験した。
2010年夏、セグンダ・ディビシオン所属のラージョ・バジェカーノと3年契約を締結。2010-11を2位で終え、トップリーグに復帰。翌2011-12シーズンのプリメーラ・ディビシオン残留に貢献した。
2013年1月10日、バレンシアCFに移籍。2015-16シーズンまで中盤の底で活躍。
2016年8月13日、RCDエスパニョールと3年契約を締結。
2018年1月31日、ビジャレアルCFと2年半契約を締結した。
2019年6月27日、古巣のヒホンと2年契約を締結した。
2021年7月23日、現役引退を表明した。

## その他
2019年6月に古巣のスポルティング・デ・ヒホンに復帰した際、ムンド・デポルティーボに「2019-20シーズンのセグンダ・ディビシオンで注目すべき11人の選手」に、香川真司、岡崎慎司、柴崎岳らと共に選出された。